# FitCraft Energy
FitCraft Energy s.r.o. je česká společnost založená roku 2010. Zabývá se výrobou a vývojem velkokapacitních bateriových modulů k akumulaci elektrické energie a jejímu následnému využití v průmyslové sféře či v domácnostech.[zdroj?] Sídlo společnosti se nachází v Brně, provozovna a technické a servisní zázemí v Šenově u Nového Jičína.[zdroj?] V současnosti[kdy?] společnost nabízí především řešení pro domácnosti SaveBox HOME 2023, ale zároveň nabízí i zakázková řešení pro průmysl a firmy, kdy navazuje na již zastaralou řadu SaveBox INDUSTRY.[ve zdroji nenalezeno]

## Akumulační jednotky SaveBox
Společnost se věnuje výrobě velkokapacitních úložných modulů již od roku 2010. Do roku 2016 poskytovala svá řešení převážně zahraničním klientům. V roce 2016 oficiálně vstoupila i na český trh, a to se svým řešením ukládání elektrické energie a její následné distribuce pod produktovám názvem „SaveBox“. V roce 2021 došlo k významným změnám v celé společnosti, a ty zásadně ovlivnily její další fungování. Došlo k ukončení vlastní výroby baterií a jednotky SaveBox dosud nabízené ve dvou verzích - pro průmysl a domácí využití - byly zrušeny a nahrazeny. Novým typem domácího akumulátoru se stal produkt SaveBox Home 2023, který je založen na využití komponent čistě evropské výroby. Nabízen je v jedné variantě s možností stavebnicového rozšiřování o další jednotky. Zařízení umožňují koncovému zákazníkovi ukládat energii ze slunečního svitu - např. prostřednictvím fotovoltaických panelů - a tu následně distribuovat. Řada INDUSTRY pro průmyslový provoz - původně zahrnovala 4 typy jednotek (XS, S, M a L) rozdělených dle kapacity a výkonu, a to od 6 do 200 kWh. Sériová výroba pro průmysl byla zrušena a nahrazena novou formou zakázkového řešení přímo na míru. Firma nabízí plnohodnotné funkční řešení pro ostrovní provozy, a ve spolupráci s obchodními partnery i smart řešení pro řízení přetoků a nákupu elektřiny na spotovém trhu, i řešení pro chytré domácnosti, plně využívající elektřinu vyrobenou ve vlastních zdrojích.[zdroj?]

## Princip fungování
Jednotka SaveBox je hybridní systém pro zpracování a akumulaci elektrické energie. Bateriová jednotka SaveBox Home 2023 energii akumuluje vyrobenou elektřinu z fotovoltaických panelů či větrné elektrárny a následně ji dodává do rodinného domu bez generování přetoku do elektrické sítě. SaveBox Home 2023 pracuje s komponenty, které dosahují špičkových hodnot a jsou plně kompatibilní a mají schválení pro evropský trh. Společnost garantuje výdrž LiFePO4 baterií uvnitř zařízení na minimálně 6000 nabíjecích cyklů, tedy zhruba 16 let při jednom nabíjecím cyklu denně. Zařízení jsou vybavena vlastním monitoringem, díky kterému mohou uživatelé prostřednictvím aplikace pro chytré telefony a tablety monitorovat spotřebu energie.

## Servisní služby
V rámci vlastních dodávek poskytuje firma záruční i pozáruční servis. Nově je servisní služba rozšířena i pro zákazníky, jejichž zařízení pracuje na technologii Victron, a která byla instalována jinou společností.[zdroj?]